# Бедфорд Джеззард
Бедфорд Джеззард (англ. Bedford Jezzard, 19 жовтня 1927, Лондон — 21 травня 2005, Лондон) — англійський футболіст, що грав на позиції нападника. По завершенні ігрової кар'єри — тренер.
Найбільш відомий за виступами за «Фулгем» в кінці 1940-х і в 1950-ті роки, а також як головний тренер цього клубу в 1958—1964 роках. Також виступав за збірну Англії на чемпіонаті світу 1954 року.

## Клубна кар'єра
Початок кар'єри Бедфорда випав на воєнний період. Підлітком виступав за «Крокслі Бойз». З 1944 по 1945 роки грав за «Вотфорд», провівши за команду 3 матчі у Кубку Англії.
Після закінчення війни перейшов у лондонський «Фулгем», де і провів залишок своєї професійної кар'єри. У сезоні 1953/54 забив за клуб 38 голів у чемпіонаті (клубний післявоєнний рекорд). Всього зіграв за «Фулгем» 306 матчів і забив 154 голи з 1948 по 1957 роки. Також в період виступів за «Фулгем» викликався в збірну Лондона для участі у Кубку ярмарків.

## Виступи за збірні
23 травня 1954 року дебютував в офіційних матчах у складі національної збірної Англії в товариській грі проти Угорщини, яка стала історичною найбільшою поразкою англійської збірної (1:7). Через кілька тижнів він поїхав з командою на чемпіонат світу 1954 року у Швейцарії, проте на поле на турнірі не виходив. Другий і останній матч за національну команду провів 2 листопада 1955 року в домашньому матчі Домашнього чемпіонату Великої Британії з Північною Ірландією (3:0).
З 1954 по 1955 рік також захищав кольори другої збірної Англії. У складі цієї команди провів 3 матчі і забив 6 голів, завдяки чому і досі є найкращим бомбардиром цієї команди в історії.

## Кар'єра тренера
Розпочав тренерську кар'єру відразу ж по завершенні кар'єри гравця, 1957 року як тренер молодіжної команди «Фулгема», а наступного року очолив і головну команду, головним тренером якої Бедфорд Джеззард був з 1958 по 1964 рік. За підсумками першого сезону 1958/59 Джеззард вивів команду у вищий дивізіон Англії, де і утримував команду аж до свого уходу. І оскільки «дачники» мали невеликий бюджет, кожен рік збереження прописки вважався великим успіхом.
В березні 1964 року «Фулгем» продав Алана Маллері «за спиною Джеззарда» в «Тоттенгем Готспур». Маллері успішно грав за «дачників» з 1958 року, був одним з кращих виконавців команди і з переходом був незгодний Бедфорд. Крім того він був невдоволений змінами в англійському футболі в середині 1960-х років — по суті, скасування максимальної заробітної плати, що призвело до концентрації влади в руках багатших клубів. Внаслідок цього Джеззард у тому ж 1964 році покинув посаду і закінчив з футболом.
Залишивши у 37 років футбольний бізнес, він залишався пов'язаним з його колишніми товаришами по команді і часто перебував як глядач на «Крейвен Коттедж». Протягом багатьох років він працював у сімейному бізнесі в лондонському районі Гаммерсміт і помер 21 травня 2005 року на 78-му році життя у Лондоні.

## Статистика виступів

### Клубна кар'єра
| Клуб              | Сезон             | Ліга | Ліга | Кубок Англії | Кубок Англії | Кубок ярмарків | Кубок ярмарків | Разом | Разом |
| Клуб              | Сезон             | Ігри | Голи | Ігри         | Голи         | Ігри           | Голи           | Ігри  | Голи  |
| ----------------- | ----------------- | ---- | ---- | ------------ | ------------ | -------------- | -------------- | ----- | ----- |
| Вотфорд           | 1945/46           | -    | -    | 3            | 1            | -              | -              | 3     | 1     |
| Вотфорд           | Разом             | 0    | 0    | 3            | 1            | 0              | 0              | 3     | 1     |
| Фулгем            | 1948/49           | 30   | 6    | 1            | 0            | -              | -              | 31    | 6     |
| Фулгем            | 1949/50           | 39   | 8    | 2            | 0            | -              | -              | 41    | 8     |
| Фулгем            | 1950/51           | 35   | 9    | 3            | 0            | -              | -              | 38    | 9     |
| Фулгем            | 1951/52           | 27   | 8    | 1            | 0            | -              | -              | 28    | 8     |
| Фулгем            | 1952/53           | 42   | 35   | 1            | 0            | -              | -              | 43    | 35    |
| Фулгем            | 1953/54           | 42   | 38   | 3            | 0            | -              | -              | 45    | 38    |
| Фулгем            | 1954/55           | 39   | 23   | 1            | 0            | -              | -              | 40    | 23    |
| Фулгем            | 1955/56           | 38   | 27   | 2            | 0            | -              | -              | 40    | 27    |
| Фулгем            | Разом             | 292  | 154  | 14           | 0            | 0              | 0              | 306   | 154   |
| Збірна Лондона    | 1955/56           | -    | -    | -            | -            | 1              | 2              | 1     | 2     |
| Збірна Лондона    | Разом             | 0    | 0    | 0            | 0            | 1              | 2              | 1     | 2     |
| Всього за кар'єру | Всього за кар'єру | 292  | 154  | 17           | 1            | 1              | 2              | 310   | 157   |

### Статистика виступів за збірну
| Дата      | Місто    | Господарі | Результат | Гості             | Турнір                              | Голи | Примітки |
| --------- | -------- | --------- | --------- | ----------------- | ----------------------------------- | ---- | -------- |
| 23-5-1954 | Будапешт | Угорщина  | 7 – 1     | Англія            | товариський матч                    | -    |          |
| 1-11-1955 | Лондон   | Англія    | 3 – 0     | Північна Ірландія | Домашній чемпіонат Великої Британії | -    |          |
| Усього    |          | Матчів    | 2         |                   | Голів                               | 0    |          |